# Guilherme VIII, Conde de Hesse-Cassel
Guilherme VIII de Hesse-Cassel (10 de março de 1682 - 1 de fevereiro de 1760) foi o governante do Estado de Hesse-Cassel de 1730 até à sua morte, primeiro como regente (1730-1751) e depois como conde em plenas funções.

## Família
Guilherme era o oitavo filho de Carlos I de Hesse-Cassel e Maria Amália da Curlândia. Entre os seus irmão estava o rei Frederico I da Suécia, consorte da rainha Ulrica Leonor da Suécia. Os seus avós paternos eram Guilherme VI de Hesse-Cassel e Edviges Sofia de Brandemburgo. Os seus avós maternos eram o duque Jacob Kettler e a marquesa Luísa Carlota de Brandemburgo.

## Biografia
Depois de o seu irmão mais velho se tornar rei da Suécia em 1720 e do seu pai morrer em 1730, Guilherme tornou-se governante de facto de Hesse-Cassel, chegando a conde após a morte do irmão a 25 de Março de 1751.
Cinco anos depois rebentou a Guerra dos Sete Anos e Guilherme juntou-se aos exércitos da Prússia e da Grã-Bretanha. Hesse-Cassel tornou-se um campo de batalha importante e foi ocupado pela França várias vezes.
Durante o seu reinado, Guilherme começou a construir o Palácio de Wilhelmsthal e coleccionou obras de arte, incluindo trabalhos de Rembrandt.

## Casamento e descendência
Em 1717 casou-se com a duquesa Doroteia Guilhermina de Saxe-Zeitz de quem teve três filhos:
- Carlos de Hesse-Cassel (21 de Agosto de 1718 - 17 de Outubro de 1719), morreu com um ano de idade.
- Frederico II de Hesse-Cassel (14 de Agosto de 1720 – 31 de Outubro de 1785), casado primeiro com a princesa Maria da Grã-Bretanha; com descendência. Casado depois com a marquesa Filipina de Brandemburgo-Schwedt; sem descendência.
- Maria Amália de Hesse-Cassel (7 de Julho de 1721 - 19 de Novembro de 1744), casada com o marquês Carlos Alberto de Brandemburgo-Schwedt; sem descendência.